# 寺杣彩
寺杣 彩（てらそま あや、1987年1月1日 - ）は、日本のダンサー、振付家。東京都出身。明治学院大学文学部フランス文学科を卒業後、幼少期より舞踊家加藤みや子に師事し、2005年より舞台活動を開始。加藤みや子ダンススペースおよびHIDALIに所属している。父は声優のてらそままさき、夫は音楽家のフジモトヨシタカであり、三児の母でもある。

## 近年の活動
2023年
- 舞台『鬼滅の刃』其ノ肆 遊郭潜入 - 振付 (HIDALI)
- 加藤みや子ダンススペース『笑う土』京都特別公演 - 出演

2022年
- ヨコハマダンスコレクション『オアシスサン』 - 上演
- 舞台『鬼滅の刃』其ノ参 無限夢列車 - 振付 (HIDALI)
- 東宝『THE 39 STEPS』 - 振付・ステージング (HIDALI)
- 加藤みや子ダンススペース『帰点-KITEN-改定再演』 - 出演
- DANCE×Scrum!!!2022『オアシスサン』 - 発表

2021年‐2015年
- その他、多数の舞台で振付や出演を務める。

### CM、MV、その他メディア活動
2023年
- 春華堂八丁みそまんCM - 振付
- ポケモン夏祭りパーク ポケモン盆踊り - 振付 (HIDALI)

2022年
- Netflix『リラックマと遊園地』 - 振付
- くるり『ポケットの中』MV - 振付

2021年‐2015年
- その他、多数のCM、MVで振付や出演を行う。

### 歌唱参加
2023年
- 『美しい彼（シーズン2）』 - 挿入歌
- 『劇場版 美しい彼〜eternal〜』 - 挿入歌
- ドラマイズム『明日、私は誰かのカノジョ』 - 挿入歌

2022年
- ドラマイズム『明日、私は誰かのカノジョ』 - 挿入歌
- Prime Video『ショートプログラム』 - 劇伴

2021年
- ドラマ特区『美しい彼』 - 挿入歌
- ドラマ『キン肉マン THE LOST LEGEND』
- ファッション誌CLUEL ショートムービー『Theory』『COMPTOIR DES COTONNIERS』
- クリニエンスWEBCM
- 西川の羽毛ふとん WEBCM
- 映画『ドライブ・マイ・カー』 - 劇中使用曲
- 映画『哀愁しんでれら』 - 挿入歌
- セーラームーン×PEACH JOHNコラボCM
- ドラマ『ナイルパーチの女子会』 - 劇伴

2020年
- Right-on店頭ムービー
- テレビ東京ドラマ『38歳バツイチ独身女がマッチングアプリをやってみた結果日記』 - テーマ

2019年
- ユニクロエアリズムWEBCM
- ハウス食品web CM『栄養満点教室』

2017年
- 連続ドラマW『名刺ゲーム』 - 劇伴
- ファッション誌CLUEL WEBCM『マルニ』『ミュウミュウ』『ルイヴィトン』

2016年
- 連続ドラマW『ヒポクラテスの誓い』 - 劇伴